# What About?
What About? ist ein Musikalbum von Christiane Bopp, Bernard Santacruz und Bruno Tocanne. Die im Februar 2024 im Studio Le Chai in Trois Palis entstandenen Aufnahmen erschienen am 26. Oktober 2024 auf Instant Musics Records.

## Hintergrund
What About? vereint drei erfahrene französische Jazzmusiker – die Posaunistin Christiane Bopp, den Kontrabassisten Bernard Santacruz und den Schlagzeuger Bruno Tocanne – zu ihrer ersten gemeinsamen Aufnahme.

## Titelliste
- Christiane Bopp, Bernard Santacruz & Bruno Tocanne: What About? (Instant Musics Records IMR 2024)[1]

1. Christiane Bopp, Bernard Santacruz, Bruno Tocanne – Isocèle – 0:32
2. Christiane Bopp, Bernard Santacruz, Bruno Tocanne – La conjugaison des pluriels – 3:05
3. Christiane Bopp – Poetry in Motion – 1:31
4. Bernard Santacruz, Bruno Tocanne, Christiane Bopp – Parallélépipèdes – 6:45
5. Bruno Tocanne – Interlude 1 – 0:20
6. Christiane Bopp, Bernard Santacruz – Rêves célestes – 1:24
7. Christiane Bopp, Bernard Santacruz, Bruno Tocanne – Eveil – 5:18
8. Christiane Bopp, Bernard Santacruz, Bruno Tocanne – What About? – 5:53
9. Christiane Bopp, Bernard Santacruz, Bruno Tocanne – Trialogo – 2:55
10. Bernard Santacruz, Bruno Tocanne – Fantaisie – 2:29
11. Bruno Tocanne – Interlude 2 – 1:30
12. Christiane Bopp, Bernard Santacruz, Bruno Tocanne – Odyssée – 4:11
13. Bruno Tocanne – Interlude 3 – 0:37
14. Bernard Santacruz – Interlude 4 – 2:08
15. Christiane Bopp, Bruno Tocanne – Enfin seuls! – 1:00
16. Christiane Bopp, Bernard Santacruz, Bruno Tocanne – Itiner(r)ances – 5:57

## Rezeption

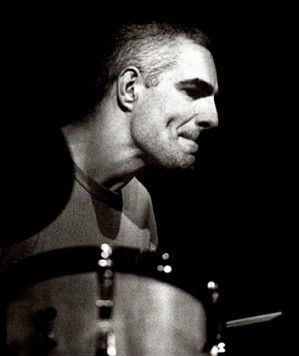
Bruno Tocanne (2001)

Das Album würde sechzehn Stücke, meist prägnante, kontemplative und gemächliche kollektive freie Improvisationen bieten, mit einigen Solo-Einlagen, die die starken individuellen Stimmen des Trios und seine unmittelbare, tiefe Verbundenheit hervorheben, schrieb Eyal Hareuveni (Salt Peanuts). Das Trio klammere sich dabei nicht an eine Idee oder einen Impuls, und sobald dieser erschöpft sei, fordere es sich selbst heraus und erkunde einen neuen, oft mit der Erweiterung der Klangpalette seiner Instrumente und ohne Scheu vor surrealistischen Ausdrucksformen. Tocanne würde stets beobachten, wie die drei Musiker ihren eigenen Diskurs entwickelten, während sie gleichzeitig sehr aufmerksam den anderen gegenüber blieben und sich von ihren Emotionen, Träumen und Freuden, aber auch von ihrer Wut und Empörung leiten ließen.
Diese drei Musiker seien füreinander bestimmt, weil sie die gleiche Sensibilität teilen, den gleichen Wunsch, den Augenblick mit Einfachheit zu genießen, meinte Luc Bouquet (Jazz In). Improvisation sei eine natürliche Sache, aber sie gehe oft in Brutalität und unnötiger Gewalt verloren. Die Musiker von What About? dagegen würden verstehen, die [gemeinsame Sache] willkommen zu heißen, ihr Zeit zu geben, seinen Weg zu gehen – und das, ohne dass auch nur eine Sekunde Langeweile aufkomme. Beachtenswert sei Bruno Tocannes sehr Paul-Motian-artiges Spiel, seine Subtilität, seine Kühnheit, seine Art, ein Tempo auszusetzen, das nie explizit sei; außerdem das Engagement von Bernard Santacruz, seine Art, jede neue Schwingung, ihre Rundheit und Dichte zu überwachen. Christiane Bopp wiederum zeige mit umfassenden Techniken, ihren Durchbrüchen, ihren intimen Tönen, ihrer Komplizenschaft mit der Stille viel vom Wesen der Improvisation.
Diese Musik sei frei, losgelöst vom Diktat des Expressionismus, Minimalismus und Konzepts, urteilte Philippe Alen (La Gazette bleue). Die Posaune nehme ihre „höhere“ Stimme an, ohne sich aufzudrängen, üppig, zart, berauschend, der Kontrabass öffne Wege, spezifiziere Passagen zwischen den Strömungen, die ein Schlagzeug vervielfältigen, das immer suggestiv, nie gebieterisch sei. Sanftheit und Sinnlichkeit scheinen nicht das Ergebnis einer Entscheidung zu sein.